# Brandy Clark
Pour les articles homonymes, voir Clark.
Brandy Clark, née en 1977 à Morton (État de Washington), est une auteur-compositeur-interprète américaine de musique country.

## Biographie

### Jeunesse et formation
Brandy Clark naît à Morton dans l'État de Washington. Dès l'âge de neuf ans, elle apprend la guitare et s'initie à la composition. Clark, qui pratique le basket-ball, obtient une bourse d'études pour athlète (athletic scholarship) et étudie à la Central Washington University. Elle s'installe à Nashville en 1998 et intègre l'université Belmont, où elle obtient un diplôme en gestion des affaires musicales. La jeune femme effectue des petits boulots pour gagner sa vie et chante lors de soirées scène libre, organisées pour les musiciens amateurs. Elle signe un contrat d'édition en 2001,.

### Songwriter
Brandy Clark se fait connaître en tant que songwriter. En 2010, Reba McEntire enregistre deux de ses chansons, Cry et The Day She Got Divorced, qui figurent sur son album All the Women I Am (en). Clark compose pour d'autres artistes country, comme Ashton Shepherd (en), Sheryl Crow et Kenny Rogers. En 2013, Better Dig Two (en), coécrite avec Shane McAnally (en) et Trevor Rosen pour The Band Perry, et Mama's Broken Heart (en), coécrite avec Shane McAnally et Kacey Musgraves pour Miranda Lambert, atteignent la 1re place du classement Hot Country Songs.

### Interprète
En 2012, Brandy Clark se produit en première partie de la tournée de Sheryl Crow et chante pour la première fois au Grand Ole Opry. Elle autoproduit son premier EP 3-titres, qu'elle vend lors de ses concerts. La chanteuse démarche les labels durant deux ans afin de faire éditer son premier album, 12 Stories (en), produit par Dave Brainard. Clark y interprète des titres qu'elle a écrit pour d'autres artistes. Le disque sort finalement en octobre 2013 sur Slate Creek Records, un label indépendant texan. Selon Nielsen Soundscan, en mars de l'année suivante, les ventes du disque en Amérique du nord s'élèvent à 26 000 exemplaires. En novembre 2014, Clark est recrutée par Warner Bros. Records, qui réédite son album. Début 2015, ses ventes atteignent les 37 000 exemplaires. Clark chante pour la première fois au Royaume-Uni dans le cadre du festival Country to Country (C2C).

## Récompenses
Mama's Broken Heart, une chanson écrite par Clark avec Kacey Musgraves et Shane McAnally, est nommée dans la catégorie « meilleure chanson country » lors de la 56e cérémonie des Grammy Awards qui se déroule en janvier 2014. L'année suivante, Clark est nommée dans la catégorie « révélation de l'année » et son album 12 Stories est nommé dans la catégorie « meilleur album country ».
En 2014, Clark est élue « révélation de l'année » par le magazine musical de Nashville MusicRow. La chanteuse est nommée aux Country Music Association Awards dans la catégorie « révélation de l'année ». La chanson Follow Your Arrow (en), écrite par Clark, Kacey Musgraves et Shane McAnally, est récompensée dans la catégorie « meilleure chanson de l'année ».

## Style musical et paroles
Durant son enfance, les parents de Brandy Clark écoutent de la country pop. Elle découvre des artistes plus anciens, comme Loretta Lynn, Merle Haggard et Patsy Cline, grâce à ses grands-parents,. Les films biographiques Nashville Lady (Coal Miner's Daughter) et Sweet Dreams, sortis au cours des années 1980 et consacrés respectivement à Loretta Lynn et Patsy Cline, lui font comprendre qu'il est possible de faire carrière en écrivant des chansons.
Clark dit vouloir perpétuer le son « classique » de la musique country. Dans ses textes, elle aborde des thèmes de la vie de tous les jours. Elle chante notamment au sujet de la dépendance aux médicaments dans Take a Little Pill. Elle s'intéresse à la manière dont les gens, lorsqu'ils sont confrontés à des choix de vie, affrontent les conséquences de leurs actes,.

## Vie privée
Clark a révélé publiquement son homosexualité.

## Discographie

### Albums studio
- 2013 - 12 Stories (Slate Creek Records)
- 2016 - Big Day in a Small Town (Warner Bros. Records)
- 2020 - Your Life is a Record (Warner Bros. Records)
- 2023 - Brandy Clark (Warner Bros. Records)